# Férfi négyesbob az 1932. évi téli olimpiai játékokon
Az 1932. évi téli olimpiai játékokon a bob férfi négyes versenyszámát február 14-én és 15-én rendezték. Az aranyérmet az amerikai Billy Fiske, Eddie Eagan, Clifford Grey, Jay O’Brien összeállítású négyes nyerte.  Magyar csapat nem vett részt a versenyen.
Először rendeztek négyesbob versenyt a téli olimpia történetében.

## Eredmények
A verseny négy futamból állt. A négy futam időeredményének összessége határozta meg a végső sorrendet. Az időeredmények másodpercben értendők. A futamok legjobb időeredményei vastagbetűvel olvashatóak.
| Helyezés | Csapat                                                                                                   | 1.      | 2.      | 3.      | 4.      | Össz.   |
| -------- | --- | ------- | ------- | ------- | ------- | ------- |
| Arany    | Egyesült Államok (USA)-1 · Billy Fiske · Eddie Eagan · Clifford Grey · Jay O’Brien                       | 2:00,52 | 1:59,16 | 1:57,41 | 1:56,59 | 7:53,68 |
| Ezüst    | Egyesült Államok (USA)-2 · Henry Homburger · Percy Bryant · Francis Stevens · Edmund Horton              | 2:01,77 | 2:01,09 | 1:58,56 | 1:54,28 | 7:55,70 |
| Bronz    | Németország (GER)-1 · Hanns Kilian · Max Ludwig · Hans Mehlhorn · Sebastian Huber                        | 2:03,11 | 2:01,34 | 1:58,19 | 1:57,40 | 8:00,04 |
| 4.       | Svájc (SUI)-2 · Reto Capadrutt · Hans Eisenhut · Charles Jenny · Oscar Geier                             | 2:06,81 | 2:03,40 | 2:01,47 | 2:00,50 | 8:12,18 |
| 5.       | Olaszország (ITA) · Teofilo Rossi di Montelera · Agostini Lanfranchi · Gaetano Lanfranchi · Italo Casini | 2:07,87 | 2:06,62 | 2:07,94 | 2:01,78 | 8:24,21 |
| 6.       | Románia (ROU) · Alexandru Papană · Alexandru Ionescu · Ulise Petrescu · Dumitru Hubert                   | 2:09,09 | 2:14,32 | 2:02,00 | 1:58,81 | 8:24,22 |
| 7.       | Németország (GER)-2 · Walther von Mumm · Hasso von Bismarck · Gerhard Hessert · Georg Gyssling           | 2:11,59 | 2:11,72 | 2:07,89 | 2:04,25 | 8:35,45 |